# Грковић
Грковић је српско презиме, настало од речи грк. Презиме се налази широм бивше Југославије, историјски у селима као што су Бестрма, Каоци, Средња Гора, Ораховац итд. Може да се односи на следеће особе:
- Јован Грковић-Гапон (1879-1912), бивши српски православни монах постао герилац
- Милица Грковић, српски ономастичар
- Трајко Грковић (1919-1943), југословенски партизан
- Јово Грковић, југословенски партизан
- Радован Грковић (1913—1974), југословенски партизан
- Душан Грковић, југословенски партизан
- Бранко Грковић